# Сюнь Юэ
Сюнь Юэ́ (кит. упр. 荀悅, пиньинь Xún Yuè, 148 — 209) — китайский философ, каноновед, историк времён империи Хань.

## Биография
Родился в 148 году в уезде Инъинь округа Инчуань (современный район Вэйду городского округа Сюйчан провинции Хэнань). Был потомком конфуцианского мыслителя Сюнь-цзы. После смерти отца Сюнь Цзяня семья оказалась в бедственном положении. Тем не менее Сюнь Юэ сумел получить хорошее образование, получил энциклопедические знания. После этого его принято на государственную службу, сделал хорошей карьеры при Цао Цао. Умер в 209 году.

## Творчество

### Философия
Основное произведение — «Шэнь цзянь» («Обращение к зеркалу»). Был сторонником идеи «естественного» (цзижань) «взаимного реагирования Неба и человека», которые подчиняются одним и тем же природным законам, с которыми человек призван согласовывать свое поведение. Трактовал понятие «дух» (шэнь) как не субстанціальний, а функциональное начало, свойственное «[телесной] форме» (син); последнее является «пневменным» образованием, тогда как наличие «духа» обусловливает чувство любви и ненависти, радости и гнева. Считал, что в человеческой «природе» соединены хорошо и плохо начала. Разделял мнение Лю Сяна о том, что «природа» и «чувственность» человека не противостоят друг другу как добро злу. Предложил идею «трех категорий» (саньпинь) — трех качественных уровней человеческой «природы», из которых верхний и нижний неизменные соответственно в преобладании добра над злом. В свою очередь, каждый из этих уровней имеет три градации. Качественный рост человека обусловлен обучением и осуществлением юридического закона (фа), которые соотносятся как универсальные полярные силы — соответственно ян и инь, при этом «доброта» формируется за счет «обучения», а «зло» подавляется с помощью закона. Оба средства в социально—политической сфере призваны способствовать в первую очередь благосостояния народа и таким образом обеспечивать надлежащую направленность его воли. Идея Сюнь Юэ о «три категории» человеческой природы получила развитие в учении Хань Юя.

### Историк
Написал в подражание «Цзо чжуань» («Комментарии Цзо») с использованием переработанного текста «Хань шу» («История династии Хань») исторический труд «Хань цзи» («В память о династии Хань»).